# Atractaspis reticulata
Espèce
Synonymes
- Atractaspis heterochilus Boulenger, 1901

Statut de conservation UICN

 DD  : Données insuffisantes
Atractaspis reticulata est une espèce de serpents de la famille des Lamprophiidae. 

## Répartition
Cette espèce se rencontre :
- en République centrafricaine ;
- en République démocratique du Congo ;
- en République du Congo ;
- en Guinée équatoriale ;
- au Gabon ;
- au Cameroun.

## Description
C'est un serpent venimeux.

## Liste des sous-espèces
Selon The Reptile Database (12 février 2014) :
- Atractaspis reticulata brieni Laurent, 1956
- Atractaspis reticulata heterochilus Boulenger, 1901
- Atractaspis reticulata reticulata Sjöstedt, 1896

## Publications originales
- Boulenger, 1901 : Matériaux pour la faune du Congo batraciens et reptiles nouveaux. Annales du Musée royal du Congo belge, Tervuren, Belgique, vol. 2, p. 7-14.
- Laurent, 1956 : Notes herpétologiques africaines. Revue de Zoologie et de Botanique Africaines, Tervuren, vol. 53, p. 229-256.
- Sjöstedt, 1896 : Atractaspis reticulata, eine neue Schlange aus Kamerun. Zoologischer Anzeiger, vol. 19, p. 516-517 (texte intégral).